# Омболо
Омболо (груз. ომბოლო) — село в Грузии, на территории Хелвачаурского муниципалитета автономной республики Аджария.

## География
Село находится в юго-западной части Грузии, на левом берегу реки Чорох, на расстоянии 1 километра (по прямой) к югу от города Батуми, административного центра муниципалитета и автономной республики. Абсолютная высота — 16 метров над уровнем моря.

## Население
По результатам официальной переписи населения 2014 года, в Омболо проживало 204 человека (101 мужчина и 103 женщины). В национальной структуре населения грузины составляли 98,5 %, русские — 0,5 %.
| Год  | Население, человек |
| ---- | ------------------ |
| 2002 | 253                |
| 2014 | ↘ 204              |